# Зміїнка
Змі́їнка (рос. Змеинка) — присілок у складі Кропивинського округу Кемеровської області, Росія.

## Населення
Населення — 18 осіб (2010; 28 у 2002).
Національний склад (станом на 2002 рік):
- росіяни — 93 %